# Морські нафтогазові промисли

Морські нафтогазові промисли (рос. морские нефтегазовые промыслы, англ. off-shore oil and gas fields; нім. Offshore-Öl-Gasfelder n pl) — технологічні комплекси, призначені для видобутку і збору нафти, газу і конденсату з морських родовищ вуглеводнів, а також для підготовки продукції до подальшого транспортування.
Виснаження найдоступніших і найбагатших родовищ вуглеводнів на суші, труднощі пов'язані з їх видобуванням у віддалених і неосвоєних районах та постійно зростаючі потреби в паливі зумовили необхідність освоєння морських надр. ХХ ст., особливо його друга половина, було часом інтенсивного розвитку дослідження підводних надр морів і океанів на наявність корисних копалин і можливість видобутку нафти і газу в акваторіях Світового океану .
Площа водної поверхні Землі перебільшує 2/3 від загальної. Передбачувані геологічні нафтові запаси вуглеводнів дна морів і океанів переважають запаси вуглеводнів на суші. Так, запаси нафти в морських і океанічних колекторах можуть сягати 70 % від сукупних світових обсягів і оцінюються в понад сто мільярдів тонн. З цього обсягу близько 60 % припадають на шельфові ділянки, площа яких складає 27 млн км2. Із близько 400 нафтогазоносних басейнів світу половина простягається на шельфи. Зараз розробляються близько 350 родовищ в різних зонах Світового океану. При цьому переважна більшість розміщуються в межах шельфових районів, а видобуток проводиться, як правило, на глибині до 200 м.

## Історія
Див. також Хронологія морського нафтовидобутку до середини ХХ ст.
Першу нафту з дна моря у ХІХ ст. видобував житель Баку Касум–бек, який обладнав два колодязі на віддалі 18; З0 м від берега і захистив їх дошками від дна моря на висоту 1,8 м вище рівня води. Касум–бек черпав нафту відрами більше 20 років, аж поки його споруди не були зруйновані хвилями.
В 1896 році гірничий інженер В. К. Згленицький звернувся в Управління державним майном Бакшинської губернії про виділення йому двох ділянок моря під розвідку, але безуспішно. До свого прохання він доклав оригінальний для того часу проект, згідно з яким передбачалося побудувати споруду спеціального водонепроникного помосту на висоті 12 футів (до 4 м) над рівнем моря зі спуском видобутої нафти в баржі.
Кавказьке гірниче управління відхилило прохання Згленицького.
Близько 1891 р. перші нафтові свердловини були пробурені з платформ, побудованих на штабелях у прісних водах Великого озера Сен-Марис (Grand Lake St. Marys State Park), Огайо. Свердловини пробурені невеликими місцевими компаніями Bryson, Riley Oil, German-American та Banker's Oil.
Першу нафтову платформу, яку використовували в прибережних водах, запустили в американському штаті Луїзіана в 1938 році. Першу у світі виключно морську платформу під назвою «Нафтові камені» ввели в експлуатацію в 1949 році на азербайджанському Каспії.

## Техніка і технології
Розробляються головним чином нафтові родовища, видобуток здійснюється переважно фонтанним способом (з підтримкою пластового тиску методами заводнення) з подальшим переходом на газліфтний і ін. механізований способи видобутку. Відмінність морських нафтогазових промислів від промислу на суші — необхідність розміщення основного і допоміжного обладнання на морських нафтогазопромислових гідротехнічних спорудах (штучних о-вах, греблях, естакадах, стаціонарних платформах) або на спеціалізованих плавучих установках (в останньому випадку гирла свердловин розташовуються нижче за рівень води, головним чином на дні моря).
Технологічні схеми морських нафтогазових промислів залежать від глибини моря, можливості появи (і товщини) льодових утворень, висоти хвиль, швидкості вітру і ін. природно-кліматичних умов (експлуатація здійснюється г.ч. на незамерзаючих акваторіях до глибин 300—1000 м), а також від фіз.-хімічних характеристик флюїдів, що добуваються, їх запасів, дебіту свердловин.
При глибинах моря до 25 — 30 м морські нафтогазові промисли розташовуються переважно на штучних островах і греблях (до 5 — 10 м), естакадах і ін. спорудах на палях.
На глиб. понад 25-30 м для облаштування морських родов. застосовують в осн. стаціонарні платформи, що складаються з металічної або залізобетонної опорної частини і палуби, на якій розміщують гирла свердловин та промислове обладнання.
На більших глибинах використовують г.ч. платформи: з добувними свердловинами або технологічним обладнанням (для збору і підготовки продукції), енергетичними об'єктами, компресорними станціями, житловими приміщеннями і ін. Глибоководні стаціонарні платформи (глибина понад 80 м), як правило, є багатофункціональними.
Підводна підготовка продукції морських свердловин включає певний перелік обладнання і операцій: — гирлове обладнання; — сепаратори нафти і газу; — систему скидання газу; — пристрій для регулювання роботи клапанів; — контрольно-вимірювальні прилади і системи зв'язку; — джерело електроенергії і системи її розподілення; — трубопроводи і маніфольди; — канатні роботи; — водолазні роботи; — допоміжне судно.

### Особливості морського нафтогазовидобування
Освоєння нафтових і газових родовищ на морі значно відрізняється від їх розвідки і розробки на суші. Велика складність і специфічні особливості на морі обумовлені навколишнім середовищем, перешкодами інженерно-геологічним пошукам, унікальністю технічних засобів і їх великою вартістю, технологією і організацією будівництва і експлуатації об'єктів на морі, обслуговуванням робіт, а також медико-біологічними проблемами, які викликані необхідністю робіт під водою. Видобуток нафти на морських ділянках пов'язаний також з низкою зовнішніх несприятливих чинників. Додатковими перешкодами для ефективної роботи на морі є високий показник сейсмічності, айсберги, льодові поля, цунамі, урагани і смерчі, мерзлота, сильні течії та великі глибини.
Протягом ХХ ст. морський промисел зробив величезний стрибок вперед у своєму розвитку. Були відкриті значні запаси вуглеводнів і розроблені ефективні технології які стали основою для проведення робіт в XXI ст. Розвідка і експлуатація підводних родовищ нафти — найзнаменніша для океанів подія нашої епохи, їх «великий час». Море, де буріння досягло тепер найбільшого розмаху — це Північне море, холодне і туманне. Розробка родовищ в північних широтах, де потрібні льодостійкі платформи, зумовила використання кесонних основ, які фактично є штучними островами. Кесон заповнюється баластом, зазвичай — піском. Своєю вагою основа притискається до дна моря.
Сьогодні морське буріння ведеться майже в 70 країнах і охоплює шельфи усіх континентів. Загалом до 2000 р. на шельфі Світового океану відкрито понад 3000 родовищ нафти і газу.
У наш час продовжують бурхливо розвиватися галузі морської технології, які пов'язані з освоєнням морських нафтових і газових родовищ. Загальна нафтогазоносна площа в межах континентального шельфу оцінюється в 13 млрд км², а сумарні видобувні запаси нафти можуть сягати до 100 млрд т. На шельфі виявлені великі запаси газу. На початку XXI ст. 88 % видобувних запасів нафти і газу припадало на сім ділянок Світового океану: Перська затока, Мексиканська затока, Морська затока Маракайбо (Венесуела), Північне море, Море Бофорта в Арктиці, Гвінейська затока, Моря Південно-Східної Азії.
В даний час накопичений значний досвід освоєння шельфових родовищ Каспійського, Середземного, Північного морів, Мексиканської і Перської заток. За останні роки почалось інтенсивне освоєння морських родовищ Анголи, Китаю, Індії, В'єтнаму, Аргентини, Бразилії та ін. Подальший розвиток технічних засобів і технологій дозволив почати пошуки і видобування нафти і газу на більш глибоких водах континентального шельфу, а також на морях, що замерзають.
На сучасному етапі розвитку галузі при невеликих відстанях від місця видобутку до узбережжя буряться похилі свердловини. При цьому іноді застосовується передова технологія — телеметричне відстеження траєкторії буріння горизонтальної частини свердловини, що забезпечує високу точність контролю і дає можливість керувати буровим устаткуванням на відстані в кілька кілометрів.
Глибини на морському кордоні шельфу як правило складають близько двохсот метрів, проте іноді доходять до півкілометра. Залежно від глибин і віддаленості від узбережжя при бурінні і вилученні флюїдів застосовуються різні технології. На мілководних ділянках споруджуються укріплені основи, своєрідні штучні острови для установки бурового обладнання. Іноді компанії-оператори окантовують дамбами ділянку роботи, після чого з отриманого котловану відкачується вода.
Якщо відстань до берега вимірюється багатьма кілометрами, то в цьому випадку будують нафтові платформи. Стаціонарні платформи, найпростіші в конструкції, але їх можна використовувати тільки на глибинах в кілька десятків метрів, мілководдя дозволяє закріпити конструкцію за допомогою бетонних блоків або паль.
При глибинах близько 80 метрів застосовуються плавучі платформи з опорами. На більш глибоких ділянках (до 200 метрів), де закріплення платформи проблематично, застосовують напівзаглиблені бурові установки. Утримання таких комплексів на місці здійснюється за допомогою системи позиціонування, що складається з підводних рухових систем і якорів. Якщо мова йде про надвеликі глибини, то в цьому випадку використовують бурові судна.
Після завершення буріння на дні встановлюють багатотонний превентор (противикидна система) і гирлову арматуру, що дозволяє уникнути витоку нафти з нової свердловини. Також запускається обладнання для контролю стану свердловини. Закачування нафти на поверхню після початку видобутку здійснюється гнучкими трубопроводами.
Великий прогрес у створенні нових спеціалізованих технічних засобів і технологій в області освоєння шельфу є результатом конкурентної боротьби між великими транснаціональними компаніями та пільгової податкової політи¬ки розвинутих країн світу. Нині нафтогазові компанії світу здійснюють: — морське неглибоке буріння (до 500 м нижче за рівень дна моря) — для пошуку твердих корисних копалин, інженерно-геологічних і структурно-картувальних досліджень, наукових досліджень; — морське глибоководне буріння — переважно для пошуку і освоєння нафтогазових ресурсів Світового океану.
Морське буріння здійснюється зі стаціонарних гідротехнічних споруд і плавучих бурових установок. Буріння на нафту і газ ведеться зі штучних основ, естакад, пересувних плавучих суден і платформ з висувними опорами.
Проблема освоєння нафтових і газових родовищ на морі має технологічні (буріння, видобування, транспорт) і географічні (морське середовище, шельф і глибоководні зони) аспекти, для кожного з яких прослідковується своя картина розвитку. При цьому розвиток технологічних процесів буріння і видобування флюїдів протікав паралельно геологічним і географічним дослідженням. Освоєння ж прибережної зони і шельфу передувало освоєнню глибоководних полів нафти, газу та конденсату.

### Розвиток техніки і технології розробки морських родовищ вуглеводнів у другій половині ХХ ст.
Промислове освоєння континентального шельфу розпочалося в 1960-х рр. У 1958 р. роботи на морських нафтопромислах проводили лише чотири країни світу, у 1960 р. пошуки нафти і газу на континентальному шельфі здійснювали 15 країн, а у 1973 р. — близько 100 країн проводили пошуково-розвідувальні роботи і 25 з них уже видобували нафту і газ на морі, що було пов'язане з нафтовим ембарго від арабських країн (т. зв. «світова нафтова криза»). Уже в середині 1970-х рр. тисячі нафтових свердловин були розсіяні по Атлантичному океану, від Північного моря до Мексиканської затоки, зокрема у водах Західної Африки, Аргентини, Бразилії, Колумбії. Розташовувались вони по краю континентального шельфу на глибині до 200 метрів, зрідка дещо більшій. Підводні розробки на фаховому сленгу називають англійським словом offshore. Станом на 2010 р. в світі працювало понад 620 мобільних офшорних бурових установок.
У 1967 р. свердловини відкритого моря дали 16 % усієї видобутої на Землі нафти, у 1972 р. — 25 %., а на початку 1980-х рр. ця частка складала приблизно 30 %. Прогнозувалось, що до 2000 р. вона наблизиться до 50 %, проте фактична кількість склала лише 28 %, що свідчить про не усунені підвищені ризики і більш високу собівартість морського видобутку. Не зважаючи на це, деякі країни (Велика Британія, Нідерланди, Норвегія) повністю задовольняють свої потреби в нафті за рахунок нафтопромислів у північних морях, які мають великі перспективи розвитку нафтогазовидобування.
Ще одним перспективним районом вважається Індійський океан, зокрема північно-західне узбережжя Австралії, де за прогнозами зосередженні надпотужні родовища природного газу, а також узбережжя Аравійського півострова . Глибоководна частина Мексиканської затоки — найперспективніший напрямок пошуків вуглеводнів. У ХХІ ст. тут було відкрито кілька потужних родовищ, зокрема в 2018 р. компаніями Chevron і Total на структурі Ballymore (глибина — 2 км).
Основу успіху морської розробки склали нові інженерні рішення, які розширили технологічні можливості для буріння свердловин і добування нафти й газу в акваторіях морів. Видобувні комплекси складаються з:
– бурових платформ, з яких бурять свердловини;
– трубопроводів, що зв'язують свердловину із сушею;
– суден, для обслуговування платформи;
– наземних об'єктів для переробки та зберігання нафти.
Спосіб буріння й тип платформи, як правило, вибирають залежно від глибини морської акваторії.
При глибинах моря від 80 до 300 м бурять з плавучих бурових установок, які стабілізуються якірною системою, що утримує судно над гирлом свердловини при будь-якій силі й напрямку вітру і морської течії. При глибинах моря більших 250—300 метрів, коли якірна система стабілізації плавучих бурових установок неприйнятна, застосовують динамічну систему стабілізації.
Нафтовидобувні платформи бувають наступних типів: стаціонарного, вільно закріпленого, напівзануреного (підтипи: розвідувальний, бурильний, видобувний), самопідіймального бурильного, з розтягненими опорами та бурові судна (плавучі нафтосховища) .
На сучасних платформах можна переміщувати бурові установки для буріння максимальної кількості свердловин з мінімальними витратами. Завдання інженерів при проектуванні полягає в розміщенні максимальної кількості високотехнологічного обладнання на мінімальній площі. Для того, щоб уникнути впливу різних природних умов, таких як морози, крига або хвилі, бурове обладнання можна встановлювати на морському дні.
Гравітаційна морська бурова платформа будується в глибоководних затоках і буксирується до місця експлуатації. Крім буріння, вона призначена також і для видобутку та зберігання нафти й транспортування її танкерами до місць переробки. На морському дні платформа утримується завдяки своїй великій масі. Коли родовище розроблено, всі свердловини консервують, пристрої від'єднують від гирла свердловини, гравітаційну платформу відривають від морського дна і буксирують до нової точки. Це великий плюс порівняно з морськими стаціонарними платформами, що залишаються на місці розробки родовища назавжди.
Самопіднімальні плавучі бурові установки (СПБУ) відрізняються достатнім запасом плавучості, що дозволяє їх транспортування разом з буровим обладнанням, інструментом і необхідним запасом витратних матеріалів. На дно таку платформу встановлюють за допомогою спеціальних механізмів і опор. Корпус піднімають вище рівня води так, щоб виключити вплив хвиль. Способи монтажу превенторних пристроїв і з'єднання гирла свердловини з платформою аналогічні морським стаціонарним платформам. Обсадні колони, підвішені під столом ротора, забезпечують більш надійну експлуатацію. Після того, як буріння та освоєння розвідувальної свердловини завершено, встановлюють ліквідаційні мости і обрізають всі обсадні колони нижче рівня дна моря.
Напівзанурені плавучі бурові установки (НЗБУ) доставляють на місце буріння буксирними суднами і утримують якірною системою протягом усього періоду буріння і випробування свердловини. На місці понтони, з'єднані з корпусом стабілізуючими колонами, заповнюють необхідною кількістю води для затоплення установки на розраховану глибину. Таким чином, знижується вплив хвиль на установку. Відсутність жорсткого кріплення до дна і, як наслідок, схильність до хитавиці унеможливлює використання водовідділюючої колони (направлення). Тому для зв'язування гирла з НЗБУ використовують телескопічне з'єднання з герметизуючим вузлом і герметичні шарнірні з'єднини.
Коли свердловина побудована і готова до експлуатації, НЗБУ знімають з якорів і буксирують на нове місце.
СПБУ для невеликих глибин (шельф) будувалися в кінці 70-х — початку 80-х років ХХ ст. і протягом останніх 35 — 40 років не створювалися у зв'язку зі зміщенням районів потенційного морського нафтовидобутку і, відповідно, пошуково-розвідувального буріння, в глибоководні райони. Так як СПБУ для невеликих глибин виконували роботи в прибережних районах на невеликій відстані від берегових баз постачання, то вони мають відносно малі запаси та змінне навантаження.
На СПБУ споруджених в останні роки для великих глибин, щоб не здорожувати транспортну систему постачання установок, величина змінного навантаження та кількість запасів, що визначають автономність установки, приймають в 2,5–3,5 раза більшими, порівняно з СПБУ для невеликих глибин.
Бурове судно (БС) — наймобільніша бурова установка, що дозволяє проводити буріння в найглибоководніших місцях. БС має у своєму складі все необхідне бурове і допоміжне обладнання та необхідний запас витратних матеріалів. На точку буріння судно йде своїм ходом, розвиваючи швидкість до 15 вузлів на годину. Для утримання над точкою буріння використовують динамічну систему позиціонування. Вона складається з декількох (п'яти) підрулюючих гвинтів і двох ходових, які постійно перебувають в роботі.
Превенторное обладнання кріпиться до морського дна, коли БС вже зафіксовано на точці буріння. Воно пов'язане з гирлом свердловини з допомогою водовідділюючої колони, двох шарнірних з'єднань і телескопічного з'єднання для компенсації зміщень судна в процесі буріння.
Судна, призначені для буріння нафтових свердловин на дні океанів, являють собою плавучу платформу з усім арсеналом інженерного обладнання. Першим офшорним буровим судном став «CUSS 1» (1962 р.), розроблений для проекту Mohole, щоб пробурити земну кору. Одне з перших таких суден — «Іль-де-Франс» — має довжину 50 метрів і водотоннажність 500 т. Судно «Іль-де-Франс» стало до ладу з січня 1966 р. Це судно з коротким і широким корпусом, приблизно трикутної форми, нафтовидобувники називають баржею. Платформа розміщується на чотирьох металевих опорах (ґратчасті конструкції типу Ейфелевої вежі) висотою до 60 метрів та ще приблизно такої ж висоти досягає бурова вежа.
Одними з найсучасніших і технічно досконалих бурових суден є серія «Океан», збудована на замовлення американської компанії DIAMOND Offshore у 2013—2014 рр. Флагман цієї групи корабель Ocean BlackHawk має водотоннажність — 70455 т, довжину — 229 м, ширину — 36 м, висоту бурової вежі — 64 м, має екіпаж — 210 осіб, забезпечує глибину буріння — 12000 м. Варто звернути увагу на перевагу цих суден у мобільності. Приміром, переміщення судна із Мексиканської затоки до узбережжя Анголи займає близько 20 діб, тоді як буксирування напівзануреної бурової установки — 70 діб.
Різні бурові установки виникли внаслідок різних умов і використання різних технологій на різних глибинах акваторій. Так, наприклад, плавучі установки напівзаглиблювального типу використовуються для буріння на глибинах до 300 м, у той час як самопіднімальні бурові установки — лише до 120 м. При глибинах до 1500 метрів використовують бурові судна, що відрізняються більшою маневреністю і швидкістю переміщення, а головне, більшою автономністю. Запас необхідних витратних матеріалів дозволяє проводити буріння свердловин без довантаження. А висока швидкість забезпечує можливість швидкого перебазування.
Однак на відміну від НЗБУ, БС більше схильні до хитавиці, що дещо обмежує їх працездатність. Допустимі значення вертикальної качки для БС — 3,6 м, а для НЗБУ — 5 м. Так як завдяки частковому зануренню нижніх понтонів НЗБУ їх вертикальне відхилення становить лише 20 — 30 % від висоти хвилі, буріння з них можна здійснювати при значно більшому хвилюванні моря, ніж при бурінні з БС.
Як показав досвід розробки морських родовищ, з моменту відкриття родовища до початку її експлуатації проходить зазвичай не менше семи років. Для скорочення цього терміну компанією «Флюр сабсі сервіз» був запропонований принцип використання для буріння та експлуатації свердловин однієї платформи. Після вичерпання ділянки платформа переміщувалась на нову структуру. Перша спеціально побудована бурова напівзанурена бурова платформа Ocean Driller була запущена в 1963 р. Одна з найстаріших американських компаній «Коноко» (Conoco Inc.), заснована в 1875 р., першою на початку 1970-тих років передбачила майбутні потреби широкого видобутку нафти на глибинах понад 1000 м. На значних глибинах стаціонарні металеві платформи не могли бути рентабельні. За 14 років «Коноко» розробила і випробувала новий тип напівзанурених платформ, які сприяли перспективі глибоководних розробок.
Концепція опорної, стабільної плавучої глибоководної платформи була розроблена та перевірена ще в 1920-х рр. Едуардом Армстронгом з метою експлуатації літальних апаратів (винахід відомий як «seadrome»). Проте з часом розміри морських плавучих платформ почали значно збільшуватися, що вимагало перегляду їх конструктивних рішень. У зв'язку з цим американською компанією Kerr-McGee був створений проект плавучого об'єкту, що мав форму навігаційної віхи (плавка). Конструкція платформи була циліндром, нижня частина якого заповнювалась баластом. Дно цього циліндра кріпилося за допомогою донних анкерів. Це дозволило будувати платформи гігантських розмірів і видобувати нафтогазову сировину на надвеликих глибинах.
У цих умовах визначальним технічним фактором є система динамічної стабілізації, яка хоч і не забезпечує нерухомість плавучої бурової установки, але обмежує її дрейф від свердловини в радіусі, при якому вигин бурильної колони не викликає появи небезпечних для її міцності напружень. При великих глибинах також використовують бурові судна. Рекорд буріння в глибоких водах із судна був встановлений компанією Transocean і ChevronTexaco на судні Discoverer Deel Seas в 2004 р., коли було розпочато буріння в Мексиканській затоці при глибині моря 3053 м. Найбільша глибина, що розроблялася з операційної платформи, сягала 2600 м (компанія Petrosbras America Cascade FPSO на участке Walker Ridge у Мексиканській затоці).
Новітні розробки в галузі підводного видобутку нафти представлені підводними експлуатаційними комплексами, що мають нормальні атмосферні умови для роботи операторів. Всі необхідні матеріали та обладнання доставляються суднами постачання.
Північні моря відрізняються складними умовами, тому там частіше використовуються стаціонарні бурові платформи, які утримуються під водою завдяки важким основам. Сьогодні існує три способи буріння в умовах арктичних морів: з плавучого судна, з крижини, з встановленої на дні платформи, здатної протистояти дії льоду. При відсутності потужної льодової основи, з якої можна було б здійснити буріння, і значних глибинах використовуються масивні плавучі кесонні конструкції, здатні функціонувати тривалий час без людини і протистояти дії хвиль, течій, льоду і вітру. Для розколювання великих крижин і айсбергів використовують допоміжні судна. Якщо відведення айсберга утруднено, конструкція від'єднується від дна і відводиться вбік за допомогою підрулюючих пристроїв.
Ведення бурових робіт у глибоководних районах моря є надзвичайно складною проблемою. Разом з тим саме в цих зонах розташовані найперспективніші у геологічному відношенні структури. Перша спроба буріння в цих районах за допомогою звичайного якірного бурового судна була здійснена в 1971 р. і виявилась невдалою. В 1973 р. французька нафтова компанія спільно зі своєю канадською філією зробила успішну спробу буріння розвідувальних свердловин між півостровом Лабрадор і Гренландією при глибині моря 183 метри. Було використано судно «Пелікан», обладнане системою динамічного позиціонування над точкою робіт. Судно довжиною 149 метрів і водотоннажністю 15,5 тис. тонн було побудоване в 1972 р. голландською фірмою «ІНС» спеціально для робіт в суворих умовах Північного моря. Воно спроможне вести буріння при глибинах моря до 300 метрів, силі вітру до 100 м/год і амплітуді бортової качки 10°.
Перспективи освоєння глибоководних родовищ вуглеводнів до глибин 600—900 м пов'язані з використанням платформ на натяжних опорах, які кріпляться до забитих в дно моря паль за допомогою пучка труб (ланцюгів або тросів). За 1997—1998 рр. на світовий ринок поставлені 54 мобільні морські бурові установки. У 2000 році кількість установок для буріння на шельфі становила 153.
Платформа «Гібернія» (стала до ладу у 1997 р.) неподалік від узбережжя Ньюфаундлена (Канада) видобуває нафту з глибини 80 м. Її фундамент побудовано з 450 тис. т залізобетону і здатний витримати натиск айсберга вагою в 1 млн т. Запланований термін роботи «Гібернії» 18 років закінчився в 2015 році.
Платформа Рам-Пауелл, збудована фірмами Shell Oil, Amoco i Exxon, веде видобуток нафти у Мексиканській затоці. Платформа має 46 ярусів, встановлена на палях, вбитих у морське дно на глибині 980 м. Вона здатна протистояти 22-метровим хвилям і ураганним вітрам швидкістю до 225 км/год.
На родовищі Марлім біля узбережжя Кампос (Бразилія) розташована одна з найглибших нафтових свердловин на дні моря — 1709 м. Використані підводні човни з дистанційним керуванням для встановлення видобувного устаткування на дні моря. Нафту можна перекачувати на шельфову платформу або на транспортний танкер, який утримується над свердловиною на «мертвому якорі». Ця технологія має перспективи застосування на глибинах до 3 тис. метрів.
Сучасні бурові платформи в основному несамохідні, допустима швидкість їх буксирування 4-6 вузлів (при хвилюванні моря до 3 балів, вітру 4-5 балів). У робочому стані на точці буріння витримують сумісну дію при висоті хвиль до 15 м і вітру із швидкістю до 45 м/с. Експлуатаційна маса плавучих бурових платформ (з технологічними запасами до 3 тис. т) сягає 11-18 тис. т, автономність роботи по суднових і технологічних запасах 30-90 діб. Потужність енергетичного устаткування бурових платформ 4-12 МВт.
Один з найглибших світових проектів з морського буріння здійснюється з бурової платформи «Perdido» (з ісп. «Загублена») в Мексиканській затоці — 2438 м . Він управляється Royal Dutch Shell і обійшовся понад $ 3 млрд. Найглибша операційна платформа — це Petcobras America Cascade FPSO на полі Волкар-Рідж, глибина з поверхні до дна сягає 2600 м.
У кінці ХХ ст. першість належала буровій платформі «Troll А» («Тролль А») розташованій на газовому родовищі Troll у західних берегів Норвегії. Вона вражає своїми масштабами та інженерними досягненнями: платформа встановлена на бетонній основі з чотирьох опор висотою 369 м, які в свою чергу спираються на основу з 19 збірних бетонних блоків. Загальна висота конструкції 483 м, вага — 656 тис. т. Глибина моря на місці встановлення платформи — 303 м. Товщина металобетонних опор складає 1 м. Вони зафіксовані на дні за допомого шести 40-метрових вакуумних якорів. У одній з чотирьох опор споруджений ліфт. Видобуток газу почато тут у 1996 р. На платформі розміщений хімічний завод по його переробці. Загальна проектна кількість свердловин — 39, глибина буріння в морському дні — близько 1,5 км .
На сьогодні найбільшою морською платформою за розмірами є «Петроніус», висота якої сягає 610 м (надводна частина — 75 м), вага конструкції — 43 тис. т. Платформа працює в Мексиканській затоці в 210 км від Нового Орлеану. Платформа збудована в 2000 р. і підпорядкована компаніям Chevron и Marathon Oil Corporation.

## Приклади
Одна з найбільших у світі морська платформа для видобутку газу — платформа «Троль»: висота ноги-опори платформи 369 м, кількість опор — 4, обслуговує 39 свердловин глибиною до 1500 м на родовищі «Поле Тролей» в Північному морі. Перспективи освоєння глибоководних родов. вуглеводнів (до глибини 600—900 м) пов'язані з використанням платформ на натяжних опорах (ПНО), які кріпляться до забитих в дно моря паль за допомогою пучка труб (ланцюгів або тросів). За період 1997—1998 рр. на світовий ринок поставлені 54 мобільні морські бурові установки, у 2000 р. кількість установок для буріння на шельфі становила 153 (Ninety-nine rigs set to hit market by 2000 / DeLuca M. // Offshore. Int. Ed. — 1998. — 58, 7. — З. 34, 36, 38-39, 166—167.).
Платформа «Гібернія» неподалік від узбережжя Ньюфаундлена (Канада) видобуває нафту з глибини 80 м. Її фундамент побудовано з 450 тис. т залізобетону. Він здатний витримати натиск айсберга вагою в 1 млн т. Запланований строк роботи «Гібернії» — 18 років (до 2015 р.).
Платформа Рам-Пауелл, збудована фірмами Shell Oil, Amoco i Exxon, веде видобуток нафти у Мексиканській затоці. Платформа має 46 ярусів, встановлена на палях, вбитих у морське дно на глибині 980 м. Вона здатна протистояти 22-метровим хвилям і ураганним вітрам швидкістю до 225 км/год.
На родовищі Марлім біля узбережжя Кампос (Бразилія) розташована одна з найглибших нафтових свердловин на дні моря — 1709 м. Використані підводні човни з дистанційним керуванням для встановлення видобувного устаткування на дні моря. Нафту можна перекачувати на шельфову платформу або на транспортний танкер, який утримується над свердловиною на «мертвому якорі». Ця технологія має перспективи застосування на глибинах до 3 тис. м.
В Україні морські нафтогазові промисли діють на Чорному і Азовському морях, головним чином ДАТ «Чорноморнафтогаз» (в кінці ХХ ст. 3028 чол, 2 бурові установки — «Сиваш», «Таврида»; 24 судна, 9 платформ, 2 блок-кондуктора). За 1994—2005 рр. в Чорному й Азовському морях відкрито декілька нових газових родовищ.